# Сельчук Інан
Сельчу́к Іна́н (тур. Selçuk İnan, нар. 10 лютого 1985, Іскендерун, Хатай) — турецький футболіст, півзахисник збірної Туреччини та клубу «Галатасарай».

## Клубна кар'єра
Народився 10 лютого 1985 року в ілі Хатай. Вихованець юнацьких команд футбольних клубів «Карагакспор» та «Дарданел».
У дорослому футболі дебютував 2002 року виступами за команду клубу «Дарданел», в якій провів три сезони, взявши участь у 76 матчах чемпіонату.
Своєю грою за цю команду привернув увагу представників тренерського штабу клубу «Манісаспор», до складу якого приєднався 2005 року. Відіграв за команду з Маніси наступні три сезони своєї ігрової кар'єри. Більшість часу, проведеного у складі «Манісаспора», був основним гравцем команди.
2008 року уклав контракт з клубом «Трабзонспор», у складі якого провів наступні три роки своєї кар'єри гравця. Граючи у складі «Трабзонспора» також здебільшого виходив на поле в основному складі команди. За цей час виборов титул володаря Кубка Туреччини.
До складу клубу «Галатасарай» приєднався 2011 року. Наразі встиг відіграти за стамбульську команду 40 матчів в національному чемпіонаті.

## Виступи за збірні
2001 року дебютував у складі юнацької збірної Туреччини, взяв участь у 56 іграх на юнацькому рівні, відзначившись 12 забитими голами.
Протягом 2004—2006 років залучався до складу молодіжної збірної Туреччини. На молодіжному рівні зіграв у 15 офіційних матчах, забив 1 гол.
2007 року дебютував в офіційних матчах у складі національної збірної Туреччини. Наразі провів у формі головної команди країни 23 матчі, забивши 2 голи.

## Титули і досягнення
- Володар Кубка Туреччини (5):

«Трабзонспор»: 2009-10
«Галатасарай»: 2013–14, 2014–15, 2015–16, 2018–19
- Володар Суперкубка Туреччини (6):

«Трабзонспор»: 2010
«Галатасарай»: 2012, 2013, 2015, 2016, 2019
- Чемпіон Туреччини (5):

«Галатасарай»: 2011–12, 2012–13, 2014–15, 2017–18, 2018–19